# Кайор
Кайор (волоф Kajoor; араб. كاجور‎) — африканское государство доколониальной эпохи, появившееся в XVI веке и завоёванное Францией в XIX веке. Кайор был расположен вдоль атлантического побережья на северо-западе Сенегала, к югу от Ваало, к западу от царства Джолоф и к северу от царств Боал и Сине. Ставкой правителей Кайор был город Мбоул. Основным населением была народность волоф. Кайор был крупнейшим и могущественным из государств, отколовшимся от империи Джолоф на территории нынешнего Сенегала.

## Этимология
Кайор (также известный как Кадиор, Каджур, Нкадюр, Кадиур, Энкалхор и так далее) происходит от волофского эндонима жителей ваадиор, что означает «люди джура», плодородной почвы, найденной на севере Кайора:321. Это отличает жителей Кайора от их соседей, которые и по сей день называют себя, удваивая название своего родного региона (Ваало-Ваало, Салум-Салум, например).

## История
Кайор зарождался как государство, входившее в состав империи Джолоф. В 1549 году местный царь Дайс Фу Нджогу стал независимым правителем и основал свою главную резиденцию в Мбоуле:6.

### Войны мурабитов
В разгар войны Чар Буба в конце XVII века мурабиты по всему региону впервые начали стремиться к политической власти, выступая за «восстановление традиционных исламских ценностей». Государство Фута Торо пало под их натиском первым. В Кайоре могущественный мурабит Ндиайе Салл объединился с Ясин Бубу, который недавно был спорно отстранён от власти своим племянником, Дамелем Детье Марамом. Они объединили усилия, чтобы свергнуть его, возведя на престол другого племянника Ясина Бубу, Мафали Гуйе. Однако шесть месяцев спустя Гуйе был пойман Саллом с поличным во время употребления алкоголя и убит:328. Ясин Бубу, преисполненный решимости защитить власть правящей семьи и помешать Саллю установить теократию, созвал тайное собрание знати, чтобы обратиться к Махоредиа Диуфу, правителю Салума, за поддержкой против мурабитов:329. Им удалось победить Салла, но нестабильность продолжалась в течение многих лет после этого.
В 1693 году аристократия, которой теперь угрожал правитель Салума, обратилась за помощью к правлению соседнего Боала, Лат Сукаабе Фоллу. Он захватил власть в Кайоре и одновременно провозгласил себя новым царём, установив гегемонию своей семьи, Джиджей, над ранее доминировавшими матрикланами Доробе и Гвельваар. Он также укрепил центральную власть, кооптировал мурабитов с царскими назначениями и часто конфликтовал с французами из-за их попыток навязать государству торговую монополию.
В XVIII веке, под руководством Дамеля Маиса Тиндде Уэджи, Кайор поглотил государство Баол, но затем впал в смуту из-за вопроса о престолонаследии после его смерти. Баол восстановил свою независимость в 1756 году.
В 1776 году, вдохновлённые возвышением имамата Фута Торо, мурабиты снова начали выступать за политическую власть под руководством Маламина Сарра. Амари Нгуне Ндела Кумба предпринял превентивное нападение, захватив сына Сарра и продав его в рабство. В ответ некоторые муллы сделали то же самое с царскими сановниками. В кульминационной схватке мурабиты потерпели поражение, Сарр был убит, и многие снова были проданы в рабство:599.  Выжившие мурабиты сыграли важную роль в основании республики Лебу на полуострове Кап-Вер.
Вскоре после этого царь Фута Торо Абдул Кадер нашёл себе союзников, чтобы отомстить за священнослужителей и восстановить своё влияние на Кайор. Когда армия вторжения пересекла пустыню Ферло, цари Кайор уничтожили запасы продовольствия и отравили колодцы, чтобы измученные интервенты не могли пополнить свои запасы. В битве при Бунксоу Амари Нгуне Ндела уничтожил силы интерентов и захватил в плен самого Абдула Кадера:95. Он хорошо обращался с ним, как с уважаемым религиозным лидером, а затем отправил его домой, нагруженного подарками, после того, как на его родине был избран новый лидер:601. 
После этой решительной победы старого, светского порядка над исламскими фундаменталистами напряжённость между духовенством и знатью продолжала нарастать. В этот период современные писатели впервые начали называть правящий класс языческим, хотя они по-прежнему идентифицировали себя как мусульмане:601.

### Сопротивление французам и конец существования
Бирима Нгоне Латир стал царём в 1855 году, сменив своего дядю, который вырастил его после того, как его отец Макоду Кумба, царь Баола, был отправлен в изгнание:31.
В 1850-х годах французский губернатор Луи Фейдерб начал подстрекать священнослужителей к восстанию. В 1859 году мурабиты провинции Ндиамбур воспользовались смертью молодого царя, чтобы восстать и провозгласить Ма-Дьодьо Фолл царём. Отец покойного правителя, царь Баола, решил отомстить за сына подавив восстание исламских фундаменталистов:604. В результате началась жестокая война, в ходе которой у мурабитов появился влиятельный союзник Тие Ясин Нгонэ Деген, пообещавший стать правителем. После победы в битвах при Боуле и Мехе и 2-летнего конфликта Брима Нгоне Латир разгромил армию Баола, и Макодоу Кумба был восстановлен в качестве царя. Латир вскоре после этого он умер, и Макодоу оставил Баол, чтобы стать преемником своего Латира:32.
Макодоу столкнулся с сопротивлением со стороны матери своего сына, которая хотела, чтобы вместо него на трон взошёл сводный брат Бримы Нгонэ Лат Диор. Макодоу победил оппозицию в Беринг-Нгараф, и Лат Диор был усмирён. Он нарушил подписанный с французами договор о строительстве железной дороги через Кайор, поэтому в 1861 году французы вторглись и заменили его на Ма-Дьодьо:33. Лат Диор и знать возмущались как суровым правлением Ма-Дьодьо, так и внешним вмешательством. После некоторого первоначального военного успеха в 1863 году он был вынужден в начале следующего года укрыться у царя Салума, Маба Диакху Ба.
Французы попытались захватить страну, но в конечном счёте это оказалось неосуществимым. В 1868 году Лат Диор и его войска вернулись в Кайор, чтобы восстановить независимость. Он вступил в союз с шейхом Амаду Ба и разгромил французов в битве при Мехе 8 июля 1869 года. К 1871 году французы вынуждены были признать его воцарение на престоле. Однако вмешательство Амаду Ба в дела Кайора вскоре положило конец их союзу. В течение следующих нескольких лет царство Баол пыталось усилить свою власть над Кайором и помогло французам победить и убить Амаду Ба в 1875 году.
Этот союз был разорван в 1881 году, когда Лат Диор поднял восстание, чтобы противостоять строительству железной дороги Дакар–Сен-Луи через Кайор. Сообщается, что Диор сообщил французскому губернатору Серватиусу:
«Пока я жив, будьте уверены, я буду всеми силами противодействовать строительству этой железной дороги».
В 1883 году Лат Диор попытался устранить могущественного дворянина Дембу Вар Салла, который перешёл на сторону Самбы Лаобе Фолла, племянника Лат Диора и конкурирующего претендента на трон:36. При поддержке Франции Самба вскоре захватил власть в Кайоре. Он правил 3 года, прежде чем поссорился с Албури Ндиайе, владыкой Джолофа, и вторгся на его территорию, несмотря на соглашение, обещавшее предварительно проинформировать французов о начале войны. Албури Ндиайе смог неожиданно напасть на войско Кайора, когда они пытались разбить лагерь, разгромил противника и изгнал остатки войск Кайора за пределы своих владений. Французы оказали давление на царя Кайора, чтобы тот выплатил репарации, но он отказался. На последовавших переговорах в Тивауане 6 октября 1886 года завязалась драка, и он был убит французским лейтенантом:37-8. Вскоре после этого Лат Диор погиб в битве, и Кайор перестало существовать как независимое, единое государство.

## Культура
Общество Кайора было сильно стратифицировано. Цари и знать (гарми) находились на вершине иерархии, за ними следовали свободные люди (включая сельских жителей и мурабитов), известные как джамбур. Ниже джамбура находились ньену, члены наследственных и эндогамных каст, таких как кузнецы, портные, гриоты, резчики по дереву и т.д. Низшую группу иерархии составляли дьяамы, или рабы. С рабами, как правило, обращались хорошо, и те, кто принадлежал государству, часто пользовались военной и политической властью.
Класс тьеддо были воинами, обычно набираемыми среди рабов царя. Яростно выступавшие против строгой практики ислама, пропагандируемой мурабитами, они были известными любителями выпить, храбрыми бойцами и заядлыми налётчиками, в том числе и в Кайоре. Их грабежи во многом способствовали возникновению беспорядков и распространению ислама среди населения. Крестьяне Кайора, как правило, намеренно производили меньше продовольствия, чем могли, поскольку богатство было приманкой для налётчиков; когда колониальное правление положило конец набегам, производство и экспорт продовольствия резко возросли:39.

## Управление
В дополнение к Кайору, цари (дамели) также правили народом лебу в Кап-Вер (где находится современный Дакар), и они часто правили как тиньи (цари) соседнего государства Баол. В 1445 году венецианский путешественник Альвизе Када-Мосто сообщил, что в свиту царя входили берберские и арабские священнослужители. Хали консультировали царя и были официальным представителем духовенства при дворе:590 .
Традиционно сам пост дамеля (царя) не был чисто наследственным, поскольку он назначался советом из 4 членов, состоящим из:
- Диаурине-Боул, наследственный вождь племени ямбуров («свободные люди»; французское Diambour) и глава совета
- Тчиалау, правитель области Диамбагнане
- Ботал, правитель области Диоп
- Байе, правитель области Гатегне

Царь осуществлял назначения на несколько других важных политических должностей. Лингир, как правило, была старейшей женщиной правящей матрилинеи, часто матерью, сестрой или двоюродной сестрой царя. Замена Ясин Бубу в качестве лингир её младшей сестрой стала важным катализатором её восстания:324. Она контролировала свою собственную армию солдат-рабов и вассалов и получала налоговые поступления с провинции:328. Кангам были губернаторами провинций и министрами. Дьямбор служил заместителем царя и был близким родственником дамеля. Некоторыми деревнями управляли принцессы с титулом дай:7.

## Религия
Транссахарские торговцы принесли ислам в регион в VIII веке, и он быстро стал доминирующей силой среди народа волоф, до такой степени, что историки не могут найти никаких следов доисламской религии:323. Однако практика ислама была синкретизирована с местными обычаями:593.  Это привело к дискуссиям среди учёных, некоторые из которых характеризуют знать Кайора и других царств Сенегамбии как языческую (несмотря на то, что они идентифицировали себя как мусульмане) в противовес более строго мусульманскому классу мурабитов. Ислам был официальной религией государства и всего населения. Когда в 1848 году христианские миссионеры попросили у дамеля разрешение на проповедование христианства, он отказался, сказав, что племя ваджуров, как мусульмане, уже знают Бога; вместо этого он послал их обратить народ серер:603 .
Большинство мурабитов в Кайоре были представителями народа фульбе из Фута Торо, но со временем интегрировались в народ волоф:594.  Существовало чёткое разделение между духовным и благородным классами, хотя дворяне и свободные люди могли присоединиться к классу мурабитов в качестве талибов (учеников):589. Принятие Лат Диором покровителя мурабитов в Мабе (иногда это называют его обращением в ислам) привело к быстрому отходу от более синкретизированных исламских практик среди жителей Кайора в целом:605.

## Примечание
1. 1 2 3 4 5 6  Thomas, Douglas H. (2021). The Lingeer's Jihad: Challenging a Male-Normative Reading of African History (PDF). History in Africa. 48: 309–336. Дата обращения: 27 октября 2023.
2. 1 2 3  Monteil 1963, p. 78.
3. 1 2 3 4 5 6 7  Fall, Tanor Latsoukabe (1974). Recueil sur la Vie des Damel. Bulletin de l'Institut fondamental d'Afrique noire. 36 (1). Архивировано 25 декабря 2023. Дата обращения: 25 декабря 2023.
4. ↑  Barry, 1998, p. 52.
5. ↑  Barry, 1998, p. 82-3.
6. ↑  Barry, Boubacar. Le royaume du Waalo: le Senegal avant la conquete. — Paris : Francois Maspero, 1972. — P. 195-6.
7. 1 2 3 4 5 6 7 8 9 10  Colvin, Lucie Gallistel (1974). Islam and the State of Kajoor: A Case of Successful Resistance to Jihad (PDF). Journal of African History. xv (4): 587–606. Дата обращения: 4 декабря 2023.
8. ↑  Boulègue, Jean. Conflit politique et identité au Sénégal : la bataille de Bunxoy (c. 1796) // Histoire d'Afrique : les enjeux de mémoire :  []. — Paris : Karthala, 1999. — P. 93-99.
9. ↑  Searing, 2002, p. 32.
10. ↑  Searing, 2002, p. 38.
11. ↑  Monteil 1963, p. 91.
12. ↑  Lewis, 2017, p. 57-58.
13. ↑  Charles, 1977, pp. 55.
14. ↑  Gaye, Khalifa Babacar. AUJOURD’HUI : 8 juillet 1869, Lat-Dior et Cheikhou Amadou Ba remportent la bataille de Mékhé. Sene News. Дата обращения: 15 июля 2023. Архивировано 15 июля 2023 года.
15. ↑  Charles, 1977, pp. 74.
16. ↑  Charles, 1977, pp. 78.
17. ↑  BBC. The Story of Africa: Railways. Дата обращения: 27 декабря 2023. Архивировано 1 мая 2024 года.
18. ↑  Monteil 1963, p. 92-93.
19. ↑  Lewis, 2017, p. 167-8.
20. ↑  Webb, James. Desert frontier : ecological and economic change along the Western Sahel, 1600-1850. — Madison : University of Wisconsin Press, 1995. — P. 29. — ISBN 0299143309.
21. ↑  Mota, Thiago H. (2021). Wolof and Mandinga Muslims in the early Atlantic World: African background, missionary disputes, and social expansion of Islam before the Fulani jihads. Atlantic Studies. 20: 150–176. doi:10.1080/14788810.2021.2000835. ISSN 1478-8810. S2CID 244052915.
22. ↑  Lewis, 2017, p. 167, 172.